# Di tích Kitô giáo cổ và Byzantine của Thessaloniki
Di tích Kitô giáo cổ và Byzantine của Thessaloniki là tổ hợp gồm 15 công trình được UNESCO công nhận là Di sản thế giới nằm tại thành phố Thessaloniki, Macedonia, Hy Lạp. Thessaloniki là thành phố quan trọng thứ hai của Đế quốc Byzantine, đóng một vai trò quan trọng đối với Kitô giáo trong thời Trung Cổ và được tô điểm bởi các tòa nhà ấn tượng.

## Danh sách
- Tường thành của Thessaloniki
- Cổng vòm Galerius và Rotunda
- Nhà thờ Acheiropoietos
- Nhà thờ Thánh Demetrios
- Tu viện Latomou
- Nhà thờ Thánh Sophia
- Nhà thờ của Panagia Chalkeon
- Nhà thờ Thánh Panteleimon
- Nhà thờ Thánh Tông đồ
- Nhà thờ Thánh Nicholas Orphanos
- Nhà thờ Thánh Catherine
- Nhà thờ Chúa cứu thế
- Tu viện Vlatades
- Nhà thờ Tiên tri Elijah
- Nhà tắm Byzantine